# Scenopoeetes
Scenopooetes, es un género monotípico de aves Passeriformes de la familia Ptilonorhynchidae, tiene una sola especie Scenopoeetes dentirostris.

## Localización
Es una especie de ave endémica de Australia.